# Petr Čermák (1962)
Petr Čermák (* 10. května 1962) je bývalý český fotbalista, obránce.

## Fotbalová kariéra
Hrál za Duklu Praha, Slovan Liberec a LIAZ Jablonec. V lize nastoupil v 1 utkání. S Duklou získal v sezóně 1981-1982 ligový titul.